# Braunia rupestris
Braunia rupestris är en bladmossart som beskrevs av Georg Friedrich von Jaeger 1876. Braunia rupestris ingår i släktet Braunia och familjen Hedwigiaceae. Inga underarter finns listade i Catalogue of Life.